# Accident ferroviaire de Shigaraki
L'accident ferroviaire de Shigaraki (信楽高原鐵道衝突事故, Shigaraki Kōgen Tetsudō shōtotsu jiko) s'est déroulé sur la ligne Shigaraki au Japon le 14 mai 1991 quand un train de la Shigaraki Kohgen Railway et un autre de la JR West sont entrés en collision frontale, tuant 42 personnes et en blessant 614 autres. Avant l'accident ferroviaire d'Amagasaki de 2005, il s'agit de la pire catastrophe ferroviaire du Japon depuis l'accident ferroviaire de Tsurumi de 1963 qui avait fait 161 victimes.

## L'accident
Le 14 mai 1991, un train rapide (501D) de la JR West arrive en provenance de la gare de Kyoto en direction de Shigaraki. Il entre sur la ligne Shigaraki au niveau de la gare de Kibukawa depuis la ligne Kusatsu, avec 716 passagers à son bord pour le festival international de céramique tenu à Shigaraki à ce moment.
Dans la direction opposée, un train omnibus (534D) de la Shigaraki Kohgen Railway part du terminus de Shigaraki en direction de Kibukawa, malgré un signal rouge. L'autorisation a été donnée par le responsable de la gare, car le signal rouge n'avait pas lieu d'être, la voie étant libre jusqu'à l'évitement d'Onotani où le train devait croiser celui de la JR West.
Lorsque le train de la JR West arrive à l'évitement d'Onotani, le signal est vert malgré l'arrivée du train en sens opposé. Le conducteur, pensant que le train de la Shigaraki Kohgen Railway n'était pas parti, poursuit son trajet sur la ligne.
La collision a lieu à 10h35 entre l'évitement d'Onotani et la gare de Shigarakigūshi. 

## Causes
Les principales causes de l'accident sont la décision des responsables du train de la Shigaraki Kohgen Railway d'autoriser le départ de Shigaraki alors qu'il y avait un signal rouge, et le défaut de la signalisation qui aurait dû interdire au train de la JR West de continuer après l'évitement d'Onotani.
La Shigaraki Kohgen Railway et JR West avaient indépendamment apporté des modifications non autorisées au système de signalisation, ce qui a conduit à la confusion qui a incité la Shigaraki Kohgen Railway à autoriser un train à franchir un signal rouge, et le câblage défectueux qui a affiché un signal vert au train JR West, alors que la présence du train de Shigaraki Kohgen Railway en sens opposé aurait dû mettre le signal au rouge.

## Conséquences
La Shigaraki Kohgen Railway suspend son service de trains de passagers tandis que la préfecture de Shiga et le ministère des Transports conduisent des enquêtes, et le service n'est pas rouvert avant décembre 1991. Lorsque le service reprend, l'évitement d'Onotani est neutralisé. En conséquence, la fréquence des trains est réduite de deux par heure à un par heure, avec un seul train en circulation sur toute la ligne.
En 1999, les deux entreprises sont attaquées en justice pour négligence par les victimes de l'accident. La même année, elles sont jugées par le tribunal de district d'Ōtsu. En 2002, devant la haute cour d'Osaka, la JR West est également condamnée pour négligence. Toutefois, elle ne fait pas appel du verdict. Elle arrête toutes interconnexions de train avec la ligne Shigaraki, tandis que d'autres compagnies du groupe Japan Railways abandonnent également les opérations de train non-régulières sur les lignes ferrées de troisième secteur.
Le festival international de céramique, prévu jusqu'au 26 mai, est annulé le lendemain de l'accident.